# ساحل نهنگ، نیو ساوت ولز
ساحل نهنگ (به انگلیسی: Whale Beach) یک حومه شهر در استرالیا است که در نیو ساوت ولز واقع شده‌است.